# Marco Pozzi
Marco Pozzi (Venegono Superiore, 7 ottobre 1964) è un regista italiano.

## Biografia
Laureato in Lettere con indirizzo in Comunicazioni Sociali presso l’Università Cattolica di Milano, Marco Pozzi ha svolto in ambito accademico attività di ricerca sul nuovo cinema italiano e ha fatto parte del gruppo Ipotesi Cinema coordinato e diretto da Ermanno Olmi. Per dieci anni ha insegnato regia cinetelevisiva all'università Libera università di lingue e comunicazione IULM di Milano. Ha diretto spot pubblicitari e documentari industriali per prestigiose aziende italiane e internazionali e ha realizzato videoinstallazioni per musei, aziende ed eventi, in particolare per grandi marchi del settore moda. Ha ideato e coordinato progetti di comunicazione crossmediale per brand tra cui Coca-Cola, IBM, Valentino.
Come regista cinematografico ha realizzato i cortometraggi di fiction Assolo, Doom e  Cra-cra, ottenendo importanti premi e riconoscimenti ai principali festival internazionali (Venezia, Clermond Ferrand, Theran, Valencia, Montreal). Nel 2000 ha diretto il film intitolato 20 - Venti, presentato in anteprima al Festival internazionale del cinema di Berlino nella sezione Forum che ha vinto l’annuale premio come miglior film italiano della stagione 2000/2001 assegnato dal mensile di critica Duel.  Successivamente ha realizzato Bradipo, una sit-com in dodici puntate prodotta da MTV Europe.
Nel 2002 ha curato la realizzazione di Zobeide, tratto da Le città invisibili di Italo Calvino; il film e la relativa installazione hanno fatto parte della mostra collettiva Città In/visibili allestita presso la Triennale di Milano. Nel 2003 ha realizzato il documentario Senza tregua presentato alla 60ª Mostra internazionale d'arte cinematografica di Venezia nella sezione Nuovi Territori. Ha curato l’installazione visiva dell’esposizione I maestri del design, prodotta dalla Triennale di Milano per Europalia di Bruxelles. Nel 2010 ha diretto e prodotto il film Maledimiele, evento speciale alla 67ª Mostra internazionale d'arte cinematografica di Venezia. Ha ottenuto vari premi, tra cui il Family Film, assegnato a Venezia, e il premio come miglior attrice a Benedetta Gargari al Festival di Annecy.

## Filmografia

### Cinema
- Cuore di mamma - cortometraggio (1993)
- Motus perpetuus - Umberto Mastroianni - documentario (1994)
- Assolo - cortometraggio (1995)
- Doom, episodio di Corti stellari (1996)
- Cra-cra - cortometraggio (1997)
- 20 - Venti (2000)
- Senza tregua - cortometraggio (2003)
- Il primo giorno - documentario (2005)
- Dimmi qual è il colore del cielo - documentario  (2007)
- Maledimiele (2012)

### Televisione
- Bradipo - serie TV (2000)

## Installazioni video
- Zobeide per Triennale (2002)
- “I maestri del design” per Triennale (2006)
- “Portraits” (2014)
- “ Le vent dans les yeux” (2015)
- “Get off the round” (2016)
- “About” (2016)
- “Tenebra caduta” (2017)
- “Like every day“ (2018)
- “In the eyes of a child” per VivaVivaldi (2018)